# گرمابه دودر
گرمابه دودر در قزوین، حد فاصل خیابان سعدی، کوچه زرگر واقع شده و این اثر در تاریخ ۲۵ اسفند ۱۳۷۹ با شمارهٔ ثبت ۳۲۹۵ به‌عنوان یکی از آثار ملی ایران به ثبت رسیده‌است.